# Antispila uenoi
Antispila uenoi is een vlinder uit de familie van de Heliozelidae. De wetenschappelijke naam van de soort is voor het eerst geldig gepubliceerd in 1987 door Kuroko.